# Shelby (Iowa)
Shelby – miasto w Stanach Zjednoczonych, w stanie Iowa, w hrabstwie Shelby. Zgodnie ze spisem statystycznym z 2000 roku, miasto liczyło 696 mieszkańców.